# Dikhil
Dikhil è un centro abitato di Gibuti, situato nella regione di Dikhil.